# Philippinocorynus pallidipes
Philippinocorynus pallidipes es una especie de coleóptero de la familia Attelabidae.

## Distribución geográfica
Habita en Filipinas.